# Мис „Свят България“
„Мис Свят България“ е ежегоден национален конкурс за красота, за неомъжени българки, част от най-реномирания и стар международен конкурс за красота в света „Мис Свят“. Конкурсът определя българската победителка за „Мис Свят“. В рамките на конкурса биват избирани победителките за трите най-големи конкурса за красота от Големия шлем „Мис Свят“, „Мис Вселена“ и „Мис Гранд Интернешънъл“.
Конкурсът е предназначен за неомъжени жени от 16 до 26-годишна възраст. Титлата се идентифицира с млади български жени с висока културна осведоменост и морални ценности. Освен поддържан външен вид и представително и авторитетно сценично поведение пред публика, ценени качества са липсата на езикови бариери, свободното владеене на английски език, добросъвестното и пристойно поведение. Победителките в конкурса биват разглеждани като достоен пример за подрастващото поколение. За участие в конкурса „Мис Свят България“ участничките не трябва да са участвали в откровени видеа и фотосесии от еротичен характер.

## История
Първият конкурс за красота в България с международно участие на „Мис Свят“ датира от 1988 година. Конкурсът се провежда в х-л Родина и носи наименованието „Мис Родина 1988“. Тогава за първи път България заема място сред държавите членки и наша сънародница (Соня Васи - Мис Родина 1988) участва на световния форум. Това е първия път в който българка представя българската красота и традиции на международно състезание за красота. Конкурсът е основан от Страхил Гановски, съвместно с Българския олимпийски комитет с тогавашен председател Иван Славков. Най-престижната национална титла за красота преминава през различни метаморфози през годините. „Мис Свят България“ бива провеждан като индивидуален национален конкурс за красота, също така победителките от конкурса „Мис България“ (победителката или нейната призьорка), биват награждавани с почетното звание. От 2016 година насам, лицензът за „Мис Свят България“, се придобива от Венета Кръстева - единствената българка участвала на Мис Свят 2015 и Мис Вселена 2013 и отново започва да се провежда под формата на индивидуален национален конкурс за красота. В рамките на конкурса се излъчват победителки за седем международни конкурса, част от които: „Мис Свят“, „Мис Вселена“, „Мис Гранд Интернешънъл“, „Топ модел на Света“, „Мис Интерконтинентал“, „Мис Туризъм Интернешънъл“ и „Мис Туризъм Свят“.

## Носителки на титлата Мис Свят България
| Година | Титла             | Победител            |
| ------ | ----------------- | -------------------- |
| 2022   | Мис Свят България | Кристияна Йорданова  |
| 2021   | Мис Свят България | Ева Добрева          |
| 2019   | Мис Свят България | Марго Купър          |
| 2018   | Мис Свят България | Калина Митева        |
| 2017   | Мис Свят България | Вероника Стефанова   |
| 2016   | Мис Свят България | Галина Михайлова     |
| 2015   | Мис Свят България | Венета Кръстева      |
| 2013   | Мис Свят България | Нанси Карабойчева    |
| 2012   | Мис Свят България | Габриела Василева    |
| 2011   | Мис Свят България | Ваня Пенева          |
| 2010   | Мис Свят България | Ромина Андонова      |
| 2009   | Мис Свят България | Антония Петрова      |
| 2008   | Мис Свят България | Юлия Юревич          |
| 2007   | Мис Свят България | Паолина Рачева       |
| 2005   | Мис Свят България | Росица Иванова       |
| 2004   | Мис Свят България | Гергана Гунчева      |
| 2003   | Мис Свят България | Райна Налджиева      |
| 2002   | Мис Свят България | Десислава Гулева     |
| 2001   | Мис Свят България | Таня Карабелова      |
| 2000   | Мис Свят България | Ваня Пейчева         |
| 1999   | Мис Свят България | Виолета Здравкова    |
| 1998   | Мис Свят България | Полина Петкова       |
| 1997   | Мис Свят България | Симона Величкова     |
| 1996   | Мис Свят България | Вяра Каменова        |
| 1995   | Мис Свят България | Евгения Калканджиева |
| 1994   | Мис Свят България | Стела Огнянова       |
| 1993   | Мис Свят България | Вера Русинова        |
| 1992   | Мис Свят България | Елена Драганова      |
| 1991   | Мис Свят България | Любомира Славчева    |
| 1990   | Мис Свят България | Виолета Гълъбова     |
| 1988   | Мис Свят България | Соня Васи            |